# Eleonora di Clare
Eleonora de Clare (Caerphilly, 3 ottobre 1292 – 30 giugno 1337) moglie di Ugo Despenser il giovane, era nipote per parte di madre di re Edoardo I d'Inghilterra.

## Biografia
Nacque nell'ottobre del 1292 da Gilberto di Clare e da Giovanna d'Inghilterra, figlia di re Edoardo I d'Inghilterra e di Eleonora di Castiglia. Il padre era morto nel 1295 e la madre nel 1307; suo fratello Gilberto di Clare, VIII conte di Gloucester morì nella battaglia di Bannockburn nel 1314 lasciando Eleonora e le sue sorelle eredi della fortuna famigliare.
Sposò nel 1306 Ugo Despenser il giovane nell'abbazia di Westminster. Il legame di parentela che l'univa al nuovo re, Edoardo II d'Inghilterra, suo zio, favorì l'ascesa del marito e del suocero nei favori del sovrano.
Ebbe dal marito nove figli:
- Ugo Despenser (1308 - 1349)
- Gilberto Despenser (1309 - 1381)
- Edoardo Despenser (1310 - 1342), morto nell'assedio di Vannes, in Bretagna
- GiovanniDespenser (1311 - giugno 1366)
- IsabellaDespenser (1312 - 1356), sposò Riccardo Fitzalan, X conte di Arundel
- Eleonora Despenser (1315 circa - 1351), monaca
- Giovanna Despenser (1317 circa - 1384), monaca
- Margherita Despenser (1319 circa - 1337), monaca
- Elisabetta Despenser (1325- 13 luglio 1389).

Nel 1326 Edoardo II d'Inghilterra venne detronizzato dalla moglie Isabella di Francia e dal suo amante Ruggero Mortimer, I conte di March ed i Despenser vennero catturati e giustiziati il 24 novembre 1326.
Sempre in novembre, Eleonora era stata tratta agli arresti nella Torre di Londra, mentre suo figlio maggiore, un altro Ugo, tenne il castello di famiglia di Caerphilly fino alla primavera del 1327, combattendo contro le truppe regie che finirono per avere la meglio. Il giovane venne arrestato e tenuto prigioniero fino al 1331 quando Edoardo III d'Inghilterra lo liberò. Le figlie di Eleonora, tranne la maggiore e la più piccola, vennero costrette a prendere il velo; Eleonora stessa rimase in prigione fino al 1328 e quando venne liberata le furono riconsegnate le proprietà di famiglia.
Nel gennaio del 1329 Eleonora venne rapita da Guglielmo de la Zouche, uno degli uomini che avevano catturato suo marito, che la prese in moglie. Il re, che non aveva dato la sua approvazione, ordinò il loro arresto e confiscò le terre di Eleonora. Successivamente venne accusata di aver rubato dei gioielli nella Torre di Londra e venne di nuovo condotta lì per essere trattenuta. Venne liberata soltanto l'anno dopo dietro la rinuncia di gran parte delle proprietà di famiglia che andavano nelle mani della corona.
Sempre nel 1330 salì al trono Edoardo III d'Inghilterra, suo primo cugino, cui si rivolse per riavere i suoi possedimenti. Spiegò che vi aveva rinunciato solo perché Ruggero Mortimer, I conte di March l'aveva minacciata di tenerla in prigione a vita nel caso non l'avesse fatto. Il re acconsentì dietro il pagamento di una somma a mo' di dispensa; la somma, pur esigua, al momento della sua morte non era ancora stata del tutto pagata ed anzi era aumentata.
Eleonora concluse la sua vita come moglie di Guglielmo de la Zouche, da cui ebbe due figli; questi morì nel febbraio 1337 ed Eleonora lo seguì pochi mesi dopo. Venne sepolta nell'abbazia di Tewksbury; la chiesa, che era stata ristrutturata per volere di Ugo Despenser il giovane, reca, fra le altre cose, le insegne della famiglia di Eleonora e di suo fratello. Nella finestra del coro orientale, v'è una donna in ginocchio che guarda al Giudizio Universale: si ritiene che possa essere un suo ritratto.

## Ascendenza
|                                                                   |                              |                                                                    | Genitori                                                        |  |  | Nonni |  |  | Bisnonni                                                        |  |  | Trisnonni                                |  |
|                                                                   |                              |                                                                    |                                                                 |  |  |       |  |  | Gilberto di Clare, V conte di Gloucester e IV conte di Hertford |  |  | Riccardo di Clare, III conte di Hertford |  |
|                                                                   |                              |                                                                    |                                                                 |  |  |       |  |  | Gilberto di Clare, V conte di Gloucester e IV conte di Hertford |  |  | Riccardo di Clare, III conte di Hertford |  |
|                                                                   |                              | Amice di Gloucester                                                |                                                                 |  |  |       |  |  | Gilberto di Clare, V conte di Gloucester e IV conte di Hertford |  |  |                                          |  |
| Riccardo di Clare, VI conte di Gloucester e V conte di Hertford   |                              |                                                                    |                                                                 |  |  |       |  |  | Gilberto di Clare, V conte di Gloucester e IV conte di Hertford |  |  |                                          |  |
|                                                                   |                              | Isabella di Pembroke                                               | Guglielmo, I conte di Pembroke                                  |  |  |       |  |  |                                                                 |  |  |                                          |  |
|                                                                   |                              | Isabella di Pembroke                                               | Guglielmo, I conte di Pembroke                                  |  |  |       |  |  |                                                                 |  |  |                                          |  |
|                                                                   |                              | Isabella di Pembroke                                               | Isabella di Clare, IV contessa di Pembroke                      |  |  |       |  |  |                                                                 |  |  |                                          |  |
| Gilberto di Clare, VII conte di Gloucester e VI conte di Hertford |                              | Isabella di Pembroke                                               |                                                                 |  |  |       |  |  |                                                                 |  |  |                                          |  |
|                                                                   |                              | Giovanni de Lacy, VII barone di Pontefract e VIII barone di Halton | Ruggero de Lacy, VI barone di Pontefract e VII barone di Halton |  |  |       |  |  |                                                                 |  |  |                                          |  |
|                                                                   |                              | Giovanni de Lacy, VII barone di Pontefract e VIII barone di Halton | Ruggero de Lacy, VI barone di Pontefract e VII barone di Halton |  |  |       |  |  |                                                                 |  |  |                                          |  |
|                                                                   |                              | Giovanni de Lacy, VII barone di Pontefract e VIII barone di Halton | Matilde di Clare                                                |  |  |       |  |  |                                                                 |  |  |                                          |  |
| Matilde de Lacy                                                   |                              | Giovanni de Lacy, VII barone di Pontefract e VIII barone di Halton |                                                                 |  |  |       |  |  |                                                                 |  |  |                                          |  |
|                                                                   |                              | Margherita di Quincy, II contessa di Lincoln                       | Roberto di Quincy                                               |  |  |       |  |  |                                                                 |  |  |                                          |  |
|                                                                   |                              | Margherita di Quincy, II contessa di Lincoln                       | Roberto di Quincy                                               |  |  |       |  |  |                                                                 |  |  |                                          |  |
|                                                                   |                              | Margherita di Quincy, II contessa di Lincoln                       | Hawise di Chester, I contessa di Lincoln                        |  |  |       |  |  |                                                                 |  |  |                                          |  |
| Eleonora di Clare                                                 |                              | Margherita di Quincy, II contessa di Lincoln                       |                                                                 |  |  |       |  |  |                                                                 |  |  |                                          |  |
|                                                                   | Enrico III, re d'Inghilterra | Giovanni, re d'Inghilterra                                         |                                                                 |  |  |       |  |  |                                                                 |  |  |                                          |  |
|                                                                   | Enrico III, re d'Inghilterra | Giovanni, re d'Inghilterra                                         |                                                                 |  |  |       |  |  |                                                                 |  |  |                                          |  |
|                                                                   | Enrico III, re d'Inghilterra | Isabella d'Angoulême                                               |                                                                 |  |  |       |  |  |                                                                 |  |  |                                          |  |
| Edoardo I, re d'Inghilterra                                       | Enrico III, re d'Inghilterra |                                                                    |                                                                 |  |  |       |  |  |                                                                 |  |  |                                          |  |
|                                                                   |                              | Eleonora di Provenza                                               | Raimondo Berengario IV, conte di Provenza                       |  |  |       |  |  |                                                                 |  |  |                                          |  |
|                                                                   |                              | Eleonora di Provenza                                               | Raimondo Berengario IV, conte di Provenza                       |  |  |       |  |  |                                                                 |  |  |                                          |  |
|                                                                   |                              | Eleonora di Provenza                                               | Beatrice di Savoia                                              |  |  |       |  |  |                                                                 |  |  |                                          |  |
| Giovanna d'Inghilterra                                            |                              | Eleonora di Provenza                                               |                                                                 |  |  |       |  |  |                                                                 |  |  |                                          |  |
|                                                                   |                              | Ferdinando III, re di Castiglia e León                             | Alfonso IX, re di León                                          |  |  |       |  |  |                                                                 |  |  |                                          |  |
|                                                                   |                              | Ferdinando III, re di Castiglia e León                             | Alfonso IX, re di León                                          |  |  |       |  |  |                                                                 |  |  |                                          |  |
|                                                                   |                              | Ferdinando III, re di Castiglia e León                             | Berenguela di Castiglia                                         |  |  |       |  |  |                                                                 |  |  |                                          |  |
| Eleonora di Castiglia                                             |                              | Ferdinando III, re di Castiglia e León                             |                                                                 |  |  |       |  |  |                                                                 |  |  |                                          |  |
|                                                                   |                              | Giovanna, contessa d'Aumale e Ponthieu                             | Simone, conte d'Aumale                                          |  |  |       |  |  |                                                                 |  |  |                                          |  |
|                                                                   |                              | Giovanna, contessa d'Aumale e Ponthieu                             | Simone, conte d'Aumale                                          |  |  |       |  |  |                                                                 |  |  |                                          |  |
|                                                                   |                              | Giovanna, contessa d'Aumale e Ponthieu                             | Maria, contessa di Ponthieu                                     |  |  |       |  |  |                                                                 |  |  |                                          |  |
|                                                                   |                              | Giovanna, contessa d'Aumale e Ponthieu                             |                                                                 |  |  |       |  |  |                                                                 |  |  |                                          |  |